# 美弥月いつか
美弥月 いつか（みやつき いつか）は日本のゲームの原画家・イラストレーター。

## 作品
作品名50音順。

### ゲーム原画
インストールソフト
- アプリコット邸物語 〜笑顔を忘れた仔猫〜[1]（LiLiTH）
- うさみみデリバリーズ!![2]（すたじおみりす）
- おキツネ様の恋するおまじない[3]（chorus）
- 痴漢衝動[4]（WendyBell）
- でいじーちぇーん（鱚）
- なでしこドリップ[5]（Apricot Plum）
- プリンセス小夜曲（すたじお緑茶）
- 巫女さん細腕繁盛記（すたじお緑茶）
- 巫女さん細腕繁盛記えくすとら（すたじお緑茶）
- 恋愛授業 〜教え子の誘惑〜[6]（MAGI）

ブラウザゲーム
- 千年戦争アイギス（株式会社DMM.comラボ）一部キャラクター

### 挿絵
ジュブナイルポルノ
- いもうとスクランブル（著者・狩野景、『二次元ドリーム文庫』、キルタイムコミュニケーション）
- コスって!声優しすたーず（著者・山本沙姫、『二次元ドリーム文庫』、キルタイムコミュニケーション）
- らぶせん 風紀委員長とヤンデレ娘?（著者・山本沙姫、『二次元ドリーム文庫』、キルタイムコミュニケーション）

ライトノベル
- アネかみ! 1柱目:姉と女神と俺のパンツ（著者・橘ぱん、『一迅社文庫』、一迅社）
- 偽装の聖剣と竜装の戦姫（著者・湖山真、『一迅社文庫』、一迅社）
- 桐野くんには彼女がいない!?（著者・川口士、『一迅社文庫』、一迅社）
- 銀閃の戦乙女と封門の姫（著者・瀬尾つかさ、『一迅社文庫』、一迅社）全6巻
- 銀閃の戦乙女と封門の姫外伝 深き迷宮と蒼の勇者（著者・瀬尾つかさ、『一迅社文庫』、一迅社）
- 聖煉の剣姫と墜ちた竜の帝国（著者・瀬尾つかさ、『一迅社文庫』、一迅社）全2巻
- 双剣使いの封呪結界（著者・瀬尾つかさ、『一迅社文庫』、一迅社）全2巻
- 伝説の壁を越え、鈍する神話譚(壁ドン)（著者・橘ぱん、『一迅社文庫』、一迅社）
- 月明のクロースター　虚飾の福音（著者・萩原麻里、『一迅社文庫』、一迅社）
- 羽矢美さんの縁結び（著者・深川拓、『一迅社文庫』、一迅社）
- 魔導書が暴れて困ってます。（著者・瀬尾つかさ、『一迅社文庫』、一迅社）全3巻
- 魔弾の王と凍漣の雪姫（著者・川口士、『ダッシュエックス文庫』、集英社）
- 魔弾の王と叛神の輝剣（著者・川口士、『ダッシュエックス文庫』、集英社）